# Parasiccia nebulosa
Parasiccia nebulosa là một loài bướm đêm thuộc phân họ Arctiinae, họ Erebidae.